# Cornoathyrium cornopteroides
Cornoathyrium cornopteroides är en majbräkenväxtart som först beskrevs av Satoru Kurata och som fick sitt nu gällande namn av Nakaike.
Cornoathyrium cornopteroides ingår i släktet Cornoathyrium och familjen Athyriaceae. Inga underarter finns listade i Catalogue of Life.